# Содэ Гурума Дзимэ
Содэ Гурума Дзимэ (яп. 袖車絞め, круговое сдавливание с захватом рукава) или удушение Эзекиела (порт.-браз. estrangulamento Ezequiel) — удушающий приём, при котором борец заводит одну свою руку сзади за голову соперника, а второй надавливает на шею спереди, перекрывая трахею или сонную артерию. В различных вариантах используется в дзюдо, джиу-джитсу, самбо, грэпплинге, ММА и других единоборствах с разрешёнными удушающими приёмами.

## История
Доподлинно неизвестно, кто и когда впервые ввёл Содэ Гурума Дзимэ в свою практику. Вероятно, он применялся в традиционных восточных боевых искусствах ещё до появления института Кодокан. Приём был хорошо знаком дзюдоистам XX века, хотя на соревнованиях применялся сравнительно редко.
Широкую известность приёму принёс бразильский дзюдоист Эзекиел Парагуасу, который во время подготовки к летним Олимпийским играм 1988 года тренировался в знаменитой академии Карлсона Грейси и в течение довольно долгого времени проводил спарринги с местными представителями бразильского джиу-джитсу. У него возникли проблемы с проходом гарда опытных джиу-джитсеров, поэтому в конечном счёте он оставил эти попытки и начал прямо в гарде душить их предплечьем, хватаясь рукой за рукав своей же куртки. Борцы академии раньше ничего не слышали о Содэ Гурума Дзимэ, но приём пришёлся им по душе, и многие из них впоследствии стали использовать его в своей практике.
Приём редко применялся в дзюдо, поскольку продолжительность нахождения в партере здесь жёстко ограничена, однако в джиу-джитсу судьи позволяют борцам оставаться в партере значительно дольше — благодаря этому «удушение Эзекиела» получило большое распространение в Бразилии, его взяли на вооружение многие мастера, многие спортсмены и тренеры. Приём активно использовали чемпионы мира по бразильскому джиу-джитсу Андре Галван, Рафаэль Ловато, Марсиу Фейтоза, Витор Робейру, Родолфу Виейра, Роджер Грейси, Алешандре Робейру, Сержиу Мораис и др.
Постепенно Содэ Гурума Дзимэ появился и в арсенале бойцов смешанного стиля. Так, в 2003 году на турнире Pride Fighting Championships олимпийский чемпион по дзюдо Хидэхико Ёсида с помощью этого приёма заставил сдаться Киёси Тамуру. Позже он одержал аналогичную победу над Ройсом Грейси, но тот опротестовал решение рефери остановить бой, так как, по собственному заверению, не собирался сдаваться. В 2008 году дзюдоист Ёсихиро Акияма победил этим приёмом реслера Кацуёри Сибату на турнире Dream. Одним из наиболее известных бойцов, активно практикующих «удушение Эзекиела», считается россиянин Алексей Олейник — он неоднократно побеждал таким способом своих оппонентов, в том числе в 2017 году стал первым бойцом, кому удалось успешно применить этот приём в крупнейшей организации мира UFC.

## Техника выполнения
Содэ Гурума Дзимэ имеет множество вариаций и применяется в самых разных позициях. В классическом исполнении задействована борцовская куртка: борец заводит одну свою руку за шею соперника, а другой рукой хватается за рукав той задней руки и сдавливает шею предплечьем или локтем с большим крутящим моментом как ножницами. При этом перекрываются трахея или сонная артерия, происходит циркуляторная гипоксия, соперник вынужден сдаться, либо потерять сознание из-за асфиксии. Приём может быть применён и без куртки — в данном случае борец фиксирует переднюю руку, вставляя кулак или запястье между своей передней рукой и головой соперника.

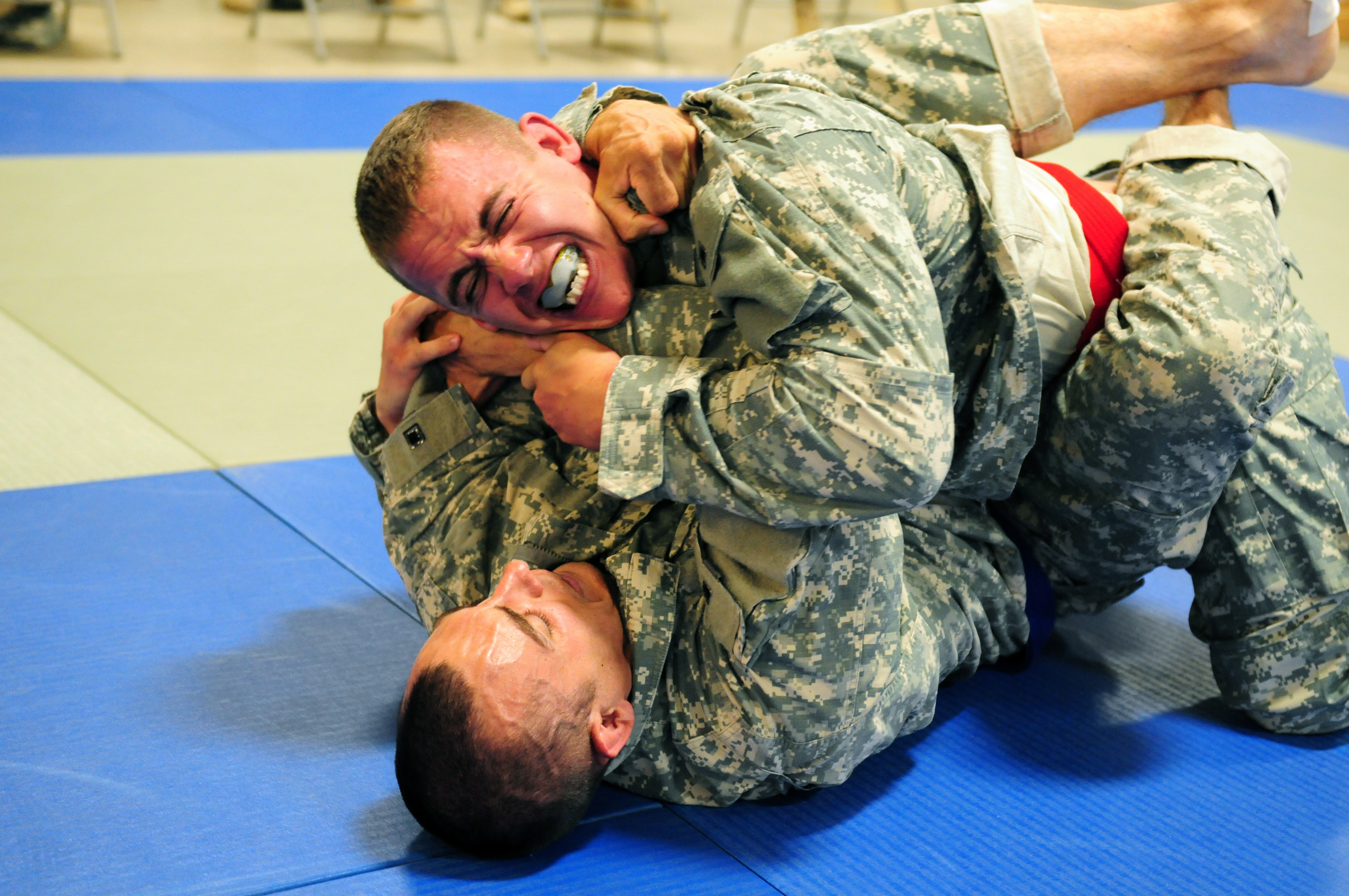
Выполнение удушения Эзекиела из позиции закрытого гарда

Эзекиел — один из немногих эффективных приёмов при закрытом гарде. Риск того, что лежащий на спине соперник сбросит борца с себя и сам займёт доминирующую позицию сверху, минимален, поскольку выполняющий приём борец может свободно перемещать центр тяжести и осуществлять тем самым полный контроль над соперником. Закрывший гард обороняющийся борец так же имеет возможность выполнить Эзекиел.
В смешанных единоборствах, в тех случаях, когда бои проходят в клетке, возможно применение удушения Эзекиела в стойке. При этом выполняющий приём боец должен плотно зафиксировать соперника в клинче спиной у сетки.